# Franz von Holbach
Franz von Holbach (* 28. Januar 1809 in Wiesbaden; † 27. Juli 1878 ebenda) war ein nassauischer Generalmajor.

## Herkunft
Peter Franz von Holbach wurde als zweiter von vier Söhnen und einer Tochter des nassauischen Oberst Anton Maria von Holbach (1755–1832) und der Magdalene Therese von Holbach, geb. Felix (1773–1834), geboren. Sein Vater schied 1808 aus dem aktiven Dienst aus, stand aber ab 1809 als Oberst-Brigadier den beiden, polizeiliche Aufgaben versehenden Landjägerregimenten vor und wurde 1814 Präsident des Militärgerichts und 1816 Generalinspekteur der Reserve.

## Leben
Franz von Holbach besuchte das Pädagogium in Wiesbaden. Durch Vermittlung eines Freundes des Vaters trat er 1823 in das Bayerische Kadettenkorps in München ein, wo er 1828 das Offiziersexamen bestand. Da eine Aufnahme in die bayerische Armee zu diesem Zeitpunkt nicht möglich war, trat er zum 10. Oktober die zu dieser Zeit vakante Stelle eines Leutnants im 2. Infanterieregiment der Herzoglich Nassauischen Armee an. Ungewöhnlich rasch wurde er bereits im Februar 1838 zum Oberleutnant ernannt und schon am 16. Juli 1842 avancierte Holbach zum Hauptmann. 1839 begleitete er als Regiments-Adjutant seinen Kommandeur Oberst Adolf Freiherr von Nauendorf auf einer diplomatischen Mission nach St. Petersburg, um die Nachricht vom Tode Herzog Wilhelms zu überbringen. Er nahm 1848 als Chef der 6. Kompanie des 2. Infanterieregiments an der Niederschlagung der Badischen Revolution durch die Truppen des Deutschen Bundes und an der Einnahme Freiburgs teil. Im weiteren Verlauf desselben Jahres befehligte er nun die 1. Kompanie seines Regiments auf dem Feldzug in Schleswig-Holstein.
Am 19. April 1851 erhielt von Holbach den Rang eines Majors und den Chefposten des 5. Infanteriebataillons in der Garnison Biebrich, wo er nicht nur häufigen Kontakt zu Herzog Adolph hatte, sondern auch Zwistigkeiten zwischen Bürgerschaft und Militär geschlichtet haben soll. Als gemäß dem Generalbefehl vom 7. April 1855 das vom Herzog besonders geschätzte Jägerbataillon aufgestellt wurde, übernahm er, zum Oberstleutnant ernannt, dessen Führung. 1862 wurde Holbach als Oberst Chef des Kriegsdepartements, in dieser Funktion trat er auch als Regierungskommissar vor den Landtag. Im gleichen Jahr berief man ihn auch als Mitglied in den Staatsrat. Am 1. Februar 1865 erfolgte die Ernennung zum Generalmajor. Während des Deutschen Kriegs 1866 wurde das Kriegsdepartement unter der Leitung Holbachs nach der Bundesfestung Mainz verlegt. Nach der Niederlage Nassaus wurde Holbach auf Befehl des preußischen Generalleutnants Edwin von Manteuffels in die Rückkunft der nassauischen Truppen, deren Entwaffnung und Unterbringung sowie ihrer Rückführung auf Friedensstärke eingebunden. Durch Erlass König Wilhelms vom 10. November 1866 wurde eine Aufnahme Franz von Holbachs in preußische Dienste dezidiert ausgeschlossen; so trat er 1866 in Pension.
Ende 1876 erfasste Holbach eine schwere Krankheit, an der er am 27. Juli 1878 verstarb. In dieser Zeit wohnte er in der Langgasse 22, Wiesbaden. Seiner Beerdigung wohnten nicht nur zahlreiche Verwandte und Bekannte bei, sondern auch viele Offiziere der beiden nun preußischen Regimente, sowie in Vertretung Herzog Adolphs der luxemburgische Kammerherr Freiherr von Bose.

## Familie
Franz von Holbach heiratete 1833 Marie Jakobine Helene Amalie Schlichter (7. April 1814 – 30. Juli 1867), Tochter der Catharina Caroline, geborene Will, und des Abgeordneten der Deputiertenkammer des Herzogtums Nassau und Postverwalters Christian Gottfried Schlichter (1777–1828).
Die beiden hatten folgende Kinder:
- Carl von Holbach (1834–1895), 1855 in die Herzoglich Nassauische Jägerbataillon eingetreten, 1866 Wechsel in die Preußische Armee, die er 1884 als Oberstleutnant verließ.
- (Carl Friedrich) August von Holbach (1838–1910), 1857 in das 1. Regiment der Herzoglich Nassauische Armee eingetreten,  1866 Wechsel in die Preußische Armee, die er als Oberstleutnant verließ. Seit 1867 verheiratet mit 1.) Hermine Luise Marie Therese, geborene von Bibra (1846–1869), 2.) 1878 Susanna Maria, geb. Hensaÿ (1853–1937).
- Wilhelm von Holbach (1840–1892), 1862 in das 2. Regiment der Herzoglich Nassauische Armee eingetreten, 1866 Wechsel in die Preußische Armee, die er 1887 als Major verließ.
- Therese Karoline Amalie von Holbach (1848–1896), seit 1890 verheiratet mit Gustav Ernst Felix von Podewils (1835–1912), preußischer Major

## Auszeichnungen
- Militär- und Zivilverdienst-Orden Adolphs von Nassau, Komtur 1. Klasse mit Schwertern
- Nassauisches Dienstehrenzeichen für Offiziere nach 25 Dienstjahren
- Luxemburgischer Orden der Eichenkrone, Offizier
- Herzoglich Sachsen-Ernestinischer Hausorden, Komtur 1. Klasse
- Herzoglich Nassauisches Feldzeichen 1866